# Deja-vu
 For alternative betydninger, se Deja-vu (flertydig). (Se også artikler, som begynder med Deja-vu)
Deja-vu (af fransk: déjà vu: "allerede set", udtales [desja'vy]) er betegnelse for det fænomen, at man mener at have oplevet den nuværende situation engang før. Begrebet blev første gang brugt af franskmanden Emile Boirac (1851–1917) i hans bog L'Avenir des sciences psychiques.
Oplevelsen kan ledsage anfald med temporallapsepilepsi. Der foreligger ingen statistik over fænomenet, der anslås at forekomme hos mellem 60 og 80 % af befolkningen. Selv om déjà vu er ret almindeligt, især blandt unge voksne, har eksperter ikke fundet nogen sikker årsag.
En teori siger at déjà vu opleves, når øjnene ikke er lige hurtige. Det første øje ser et billede, der lagres i korttidshukommelsen. Dernæst ser det andet øje det samme billede, og der opstår en fornemmelse af at have oplevet øjeblikket før, da det allerede ligger gemt i hukommelsen.
Jamais-vu (fr. "aldrig set") er betegnelse for et "modsat" fænomen, hvor noget allerede velkendt opleves som ukendt.